# Boston University Bridge
Die Boston University Bridge oder auch kurz BU Bridge ist eine stählerne Fachwerkbrücke mit frei hängender Fahrbahn im Bundesstaat Massachusetts der Vereinigten Staaten. Sie führt die Massachusetts Route 2 von Boston über den Charles River nach Cambridge. Das Straßenverzeichnis der American Association of State Highway and Transportation Officials enthält zwar die Angabe, dass die Brücke ebenfalls den U.S. Highway 3 über den Fluss bis zu seinem südlichen Ende am U.S. Highway 20 führt (auch bekannt als Commonwealth Avenue), jedoch ist das Massachusetts Department of Transportation der Auffassung, dass die Brücke nicht Teil des U.S. Highway 3 ist. Es führt die Strecke entlang des Memorial Drive in Cambridge weiter, bis sie am Ende der Harvard Bridge auf die Massachusetts Route 2A trifft.
Ihr ursprünglicher Name Cottage Farm Bridge wurde 1949 zu Ehren der an ihrem südlichen Ende liegenden Boston University in ihre heutige Bezeichnung geändert.

## Bauphase
Die Brücke wurde 1928 auf der Basis eines Entwurfs von Andrew Canzanelli errichtet. Sie ersetzte eine Zugbrücke, die 1850 an gleicher Stelle gebaut worden und als Brookline Bridge bekannt gewesen war. Canzanelli entwarf ebenfalls die John W. Weeks Bridge und die Hatch Memorial Shell.
Die Brücke verläuft diagonal über eine ältere, eingleisige Eisenbahnbrücke der Bahnstrecke East Boston–Allston, die im Jahr 2010 vom Commonwealth of Massachusetts für die MBTA von der Vorbesitzerin CSX Transportation erworben wurde, um das Urban-Ring-Projekt an dieser Stelle umsetzen zu können.

## Sanierung
2008 wurde durch Untersuchungen bekannt, dass sich die Brücke in einem baufälligen Zustand befand. So gaben an einigen Stellen Löcher in der Fahrbahndecke den Blick auf den Fluss frei, an anderen Stellen waren die vom Storrow Drive auf die Brücke führenden Stufen durchgerostet.
Aufgrund dieser Befunde rief das Massachusetts Department of Conservation and Recreation als Eigentümer der Brücke ein umfassendes, auf 20 Millionen US-Dollar angesetztes Sanierungsprogramm ins Leben, das vom Frühjahr 2009 bis zum Frühjahr 2012 andauerte.
Die Bauarbeiten fanden in drei Phasen statt, wobei zu den Hauptverkehrszeiten stets beide Fahrtrichtungen zur Verfügung gestellt wurden. Am 21. Dezember 2011 wurde die Brücke mit einem Fahrstreifen wiedereröffnet, auf die an beiden Seiten jeweils zwei Fahrstreifen münden. Neben den Bürgersteigen wurden 5 ft (1,5 m) breite Radwege eingerichtet.